# Fontan-Operation

Die ursprüngliche Ausführung der Fontan-Operation bei einer Trikuspidalatresie

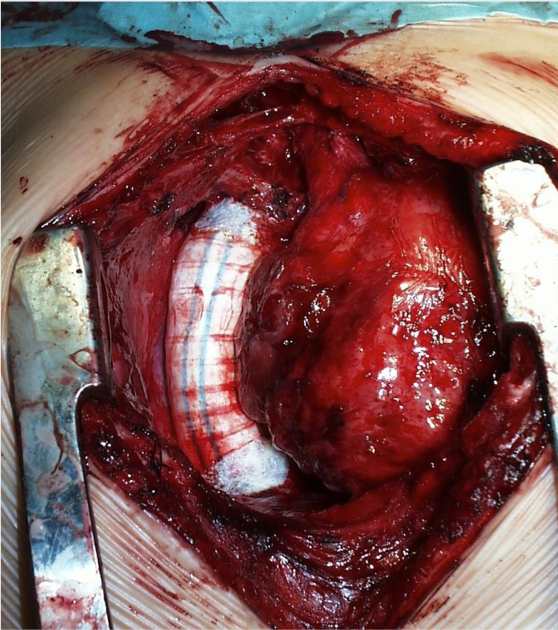
Fontan-Operation - extrakardiale Vena Cava Inferior Verbindung mit der Lungenarterie unter Verwendung von Gore-Tex - Prothese

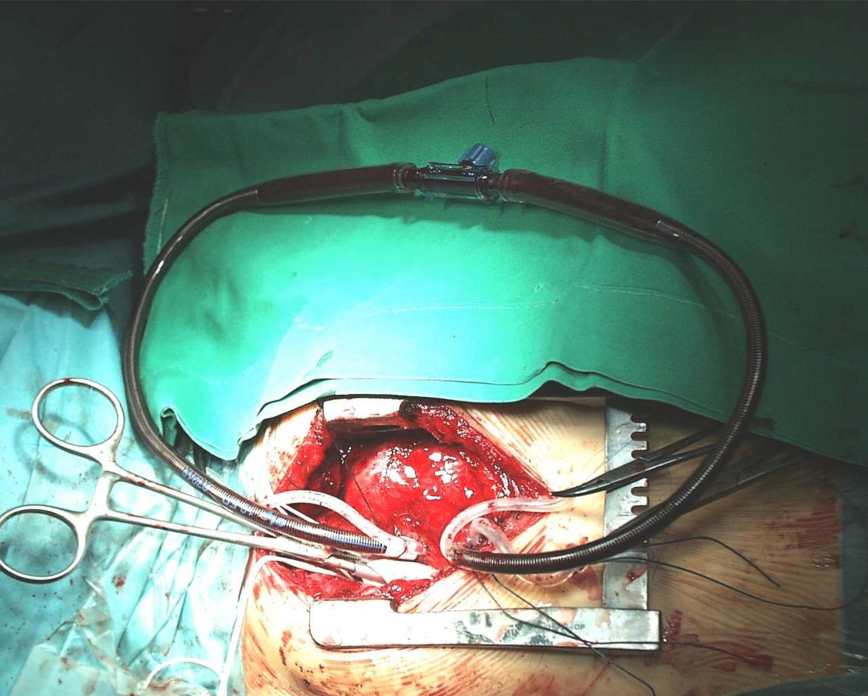
Der Bypass der Vena cava inferior mit dem rechten Atrium bei der Fontan-Operation ohne kardiopulmonalen Bypass - intraoperatives Bild

Die Fontan-Operation wird heute (2004) als häufigste Palliativoperation bei komplexen angeborenen Herzfehlern durchgeführt, die sich mit einem Single Ventricle (Einkammerherz) darstellen. Zunächst vor allen Dingen bei der Trikuspidalatresie angewandt, gibt es heute eine Reihe von Modifikationen bei anderen Formen des Einkammerherzens. Auch die ursprüngliche Operationstechnik in einem Schritt wurde weiterentwickelt und wird heute in der Regel in zwei Operationsschritten vorgenommen.

Das Operationsverfahren ist angezeigt, wenn
- das Herz nur eine funktionell wirksame Herzkammer hat
- sich in dieser Kammer arterielles und venöses Blut mischen
- die gemeinsame Kammer sowohl den Körperkreislauf als auch den Lungenkreislauf speist

und hat das Ziel, den bisher parallelen und gemeinsamen Kreislauf (mit hoher Volumenbelastung des Ventrikels) in zwei getrennte, in Serie geschaltete Kreisläufe zu verwandeln.
Die Operation ist nach ihrem Entwickler, dem zu Lebzeiten in Bordeaux wirkenden französischen Herzchirurgen Francis Fontan (1929–2018), benannt.

## Operationsschritte

### 1. Glenn-Anastomose
Alle angeborenen oder operativ angelegten zentralen Zuflüsse zu den Lungenschlagadern werden unterbrochen. Das ist in der Regel die Durchtrennung des Truncus pulmonalis (als deren Hauptstammes), der Verschluss eines noch bestehenden Ductus arteriosus und der Verschluss vorher angelegter aorto-pulmonaler Shunts. Die obere Hohlvene (VCS) wird durchtrennt und mit der rechten Pulmonalarterie (Lungenschlagader) verbunden. Die aktuell verwendete Modifikation ist die sogenannte Glenns Zwei-Wege-Anastomose - eingeführt von Azzolin, die die obere Hohlvene im Lungenstamm mit dem Zufluss von venösem Blut aus dem VCS zu beiden Lungen (bidirektional - zur linken und rechten Lunge) verbindet. Der herznahe Anteil wird blind verschlossen. Die untere Hohlvene leitet ihr Blut unverändert in die Hauptkammer. Dadurch besteht weiterhin eine Zyanose, jedoch geringer als vor der Operation.

### 2. Fontan-Komplettierung = Totale cavo-pulmonale Anastomose (total cavo-pulmonary Connection = TCPC)
Das Blut der unteren Hohlvene wird über eine Kunststoffprothese (GoreTex-Patch) durch (intrakardial) den rechten Vorhof (Atrium) ebenfalls zur Pulmonalarterie geleitet; es wird also eine Verbindung von unten geschaffen, so dass nun auch das Blut aus der unteren Hohlvene direkt in das Lungengefäßsystem geleitet wird. In diesen Patch, der das durchfließende venöse (sauerstoffarme) Blut vom funktionslosen rechten Vorhof trennt (dieser wird durch die Entfernung der verbliebenen Reste der Vorhofscheidewand (Septum atriale) mit dem linken Vorhof verbunden), wird ein kleines Loch gestanzt (Fenestrierung), welches als Überlaufventil für die erste Zeit dient, falls die Lunge noch nicht das gesamte Blut aus dem Körperkreislauf aufnehmen kann. Dieses Loch schließt sich möglicherweise von selber oder wird im Rahmen einer Herzkathetersitzung verschlossen, wenn es für die Herz-Kreislauf-Funktion nicht mehr notwendig ist.
An Stelle der intrakardialen Prothese wird heute auch eine extrakardiale Operationsform angewendet, bei der die Umleitung des Blutes aus der unteren Hohlvene über eine auf den rechten Vorhof aufgenähte Halbschale geführt wird (extrakardialer Shunt). Die extrakardiale Fontan-Operation mittels Gefäßprothese aus Gore-Tex als Verbindung zwischen untere Hohlvene und Lungenarterie eignet sich gut für Kinder mit guter Hämodynamik. Die Anlage des extrakardialen Shunts kann – im Gegensatz zur Glenn-Anastomose mit dem intrakardialen Shunt – ohne Hilfe der Herz-Lungen-Maschine erfolgen, da hierbei die Herzhöhlen nicht eröffnet werden müssen.

## Postoperativer Zustand
Arterieller und venöser Blutfluss sind jetzt getrennt. Es besteht nach der TCPC (im Gegensatz zur Glenn-Anastomose, wo sich noch arterielles und venöses Blut aus dem unteren Körperbereich mischen) keine Zyanose mehr. Durch die Umleitung des venösen Blutes aus dem Körperkreislauf ohne funktionell wirksame rechte Herzkammer direkt in den Lungenkreislauf werden Körperkreislauf und Lungenkreislauf hintereinander gepumpt. Der Druck aus dem Körperkreislauf reicht aus, um den Lungenkreislauf mitzupumpen. Das ist möglich, wenn der Lungengefäßwiderstand nicht zu hoch ist. Deshalb ist diese Operation bei Patienten, bei denen sich eine pulmonale Hypertonie entwickelt hat oder der Lungengefäßwiderstand zu hoch ist, nicht möglich.

## Varianten

### Fontan-Björk
Bei Patienten mit einer zwar hypotrophen, aber funktionalen rechten Herzkammer wird auch nach Fontan-Björk operiert (sogenanntes 3/4-Herz). Dabei wird eine klappenlose Verbindung zwischen dem rechten Vorhof und der rechten Herzkammer geschaffen, die teilweise aus körpereigenen Gewebe besteht – also mitwachsen kann. Der Vorteil dieser Fontan-Variante ist die Mitverwendung des rechten Ventrikels im Kreislaufsystem. Dies bewirkt eine Stimulation des rechten Ventrikels, der, wenn auch schwach, dennoch den Blutfluss zur Lunge mitunterstützt.

## Langzeiterwartungen
Die Kinder entwickeln sich in der Regel nach dieser Operation gut. Regelmäßige Kontrolluntersuchungen sind lebenslang angezeigt, ebenso wie die Endokarditisprophylaxe.
Diese Operationsformen werden in Deutschland seit Ende der 1980er Jahre durchgeführt, zum Ende des 20. Jahrhunderts stark zunehmend. Mittlerweile finden sich jedoch auch unerwünschte Nebenwirkungen bei Patienten nach Fontan-Operationen, unter anderem wurde eine progressive Leberfibrose festgestellt. Mit der Zeit verschlechtert sich die Fibrose und kann in Zukunft zu Leberversagen führen. Forschung und Maßnahmen zur Verhinderung dieser Veränderungen sollen begonnen werden.